# Alfonso Brescia
Alfonso Brescia, noto anche con lo pseudonimo di Al Bradley (Roma, 6 gennaio 1930 – Roma, 5 giugno 2001), è stato un regista italiano.
Molto attivo nel cinema di genere italiano, ha firmato oltre 60 opere, alcune delle quali da lui stesso prodotte, affrontando praticamente tutti i generi popolari, dal thriller alla sceneggiata, dal peplum al film bellico, al fantascientifico.

## Biografia
Regista molto prolifico, entrò nel mondo del cinema perché il padre era un produttore. Nel tentativo di far cambiare idea al figlio, come primo lavoro gli affidò quello di autista di produzione, sperando che le alzatacce per andare a prendere e riaccompagnare gli attori a casa facessero desistere il figlio dal fare cinema. L'espediente non servì. Alfonso Brescia fece per molto tempo l'aiuto regista e lavorò in produzione. Fu aiuto regista di Federico Fellini e di Sergio Leone, sceneggiatore di alcuni film comici del duo Franchi e Ingrassia. Lavorò molto con Mario Merola: lo stesso Merola ha pubblicamente detto che Brescia era il suo regista di fiducia nei film che faceva.
Negli ultimi anni della sua vita la sua carriera  declinò con i film Fuoco incrociato, Miami Cops, Sapore di morte, Omicidio a luci blu e l'ultimo film, Club vacanze: quest'ultimo non fu però acquistato dai distributori e Brescia abbandonò la sua attività dopo il flop della pellicola. 
Morì a Roma, il 5 giugno 2001, all'età di 71 anni, per un tumore incurabile.

## Filmografia

### Regista
- La rivolta dei pretoriani (1964)
- Il magnifico gladiatore (1964)
- La colt è la mia legge (1965)
- Il conquistatore di Atlantide (1965)
- Killer calibro 32 (1967)
- I giorni della violenza (1967)
- Voltati... ti uccido! (1967)
- Testa di sbarco per otto implacabili (1968)
- Carogne si nasce (1968)
- Nel labirinto del sesso (Psichidion) (1969)
- Uccidete Rommel (1969)
- Il tuo dolce corpo da uccidere (1970)
- Le calde notti di Don Giovanni (1971)
- Ragazza tutta nuda assassinata nel parco (1972)
- Poppea... una prostituta al servizio dell'impero (1972)
- Le Amazzoni - Donne d'amore e di guerra (1973)
- Elena sì... ma di Troia (1973)
- L'eredità dello zio buonanima (1974)
- La spacconata (1975)
- Superuomini, superdonne, superbotte (1975)
- Zanna Bianca e il cacciatore solitario (1975)
- Amori, letti e tradimenti (1976)
- L'adolescente (1976)
- Frittata all'italiana (1976)
- Sangue di sbirro (1976)
- Anno zero - Guerra nello spazio (1977)
- L'ultimo guappo (1978)
- La guerra dei robot (1978)
- Cosmo 2000 - Battaglie negli spazi stellari (1978)
- Napoli... serenata calibro 9 (1978)
- Il mammasantissima (1979)
- Lo scugnizzo (1979)
- I contrabbandieri di Santa Lucia (1979)
- Sette uomini d'oro nello spazio (1979)
- Napoli... la camorra sfida, la città risponde (1979)
- La bestia nello spazio (1980)
- La tua vita per mio figlio (1980)
- Zappatore (1980)
- Napoli, Palermo, New York - Il triangolo della camorra (1981)
- Carcerato (1981)
- I figli... so' pezzi 'e core (1981)
- Tradimento (1982)
- Giuramento (1982)
- Laura... a 16 anni mi dicesti sì (1983)
- Iron Warrior (1987)
- Fuoco incrociato (1988)
- Miami Cops (1989)
- Sapore di morte (1990)
- Omicidio a luci blu (1991)
- Club vacanze (1996)

### Sceneggiatore
- Una colt in mano al diavolo, regia di Gianfranco Baldanello (1972)